# قاعدة باتاجنيكا الجوية
قاعدة العقيد الطيار ميلينكو بافلوفيتش الجوية (بالصربية: Војни аеродром пуковник-пилот Миленко Павловић)(بالحروف اللاتينية:  Vojni aerodrom pukovnik-pilot Milenko Pavlovic )، المعروفة باسم قاعدة باتاجنيكا الجوية (بالصربية: Војни аеродром Батајниц)(بالحروف اللاتينية : Vojni aerodrom Batajnica)(إياتا: BJY، إيكاو: LYBT) هي القاعدة الجوية العسكرية الرئيسية في صربيا. تقع بين باتاجنيكا ونوفا بازوفا على بعد حوالي 25 كم شمال غرب مركز بلغراد، صربيا.

## التاريخ
بدأ بناء القاعدة الجوية في عام 1947 واكتمل في عام 1951 كانت بمدرج عشبي واحد ومدرجين مسفلتين. الغرض من القاعدة الجوية هو حماية العاصمة بلغراد من هجمات الطائرات. كانت تُعرف باسم القاعدة الجوية رقم 177 حتى عام 2006 وكانت مركز فوج الطيران المقاتل رقم 204 وفوج النقل والطيران رقم 138 ووحدات أخرى من القوات الجوية اليوغوسلافية. خلال قصف الناتو ليوغوسلافيا عام 1999، تعرضت القاعدة الجوية لقصف شديد لمدة 25 يومًا وتعرضت لأضرار جسيمة.
غير اسم قاعدة باتاجنيكا الجوية رسميًا إلى قاعدة العقيد الطيار ميلينكو بافلوفيتش الجوية في عام 2019، تكريمًا لميلينكو بافلوفيتش وهو طيار قُتل أثناء قصف الناتو ليوغوسلافيا عام 1999.